# Dycladia felderorum
Dycladia felderorum är en fjärilsart som beskrevs av Felix Bryk 1953. Dycladia felderorum ingår i släktet Dycladia och familjen björnspinnare. Inga underarter finns listade i Catalogue of Life.